# 1-й Лісовий провулок (Житомир)
1-й Лісовий провулок — провулок в Богунському районі Житомира.

## Розташування
Знаходиться на Богунії. Бере початок від вулиці Євгена Коновальця і завершується кутком за Рівним провулком.

## Історія
У 1951 році завершувався на міській межі. Забудова перебувала у стадії формування. 
У 1958 році провулок отримав назву 1-й Лісний провулок. Назва провулка походить від тодішньої назви вулиці Героїв Базару — Лісної 
Станом на 1968 рік забудова провулка сформована.
У 2022 році уточнено назву провулку відповідно до українського правопису.